# Friedrich Techmer
Friedrich Techmer (Polanów, 24 settembre 1843 – Charlottenburg, 8 gennaio 1891) è stato un linguista tedesco.
Fu l'editore dell'International Zeitschrift für allgemeine Sprachwissenschaft (International Journal for Universal Linguistics), per il quale ha progettato il proprio sistema di trascrizione fonetica.